# Philosophie im Nationalsozialismus
Das Forschungsfeld Philosophie im Nationalsozialismus beleuchtet die Rolle der Philosophen im Nationalsozialismus. Sie beinhaltet auch die Frage, ob „es eine NS-typische Philosophie oder nur ein eklektisches Sammelsurium von verschiedensten Ansätzen dazu“ gab.

## Hochschullehrer und Studenten im Allgemeinen
Vor der Machtergreifung traten nur wenige Philosophie-Hochschullehrer der NSDAP bei (dies waren: Hermann Schwarz, Ernst Bergmann, Carl August Emge, Friedrich Lipsius, Hermann Rudolf Bäcker und Heinrich Hasse). Die NS-Wahlaufrufe unterzeichneten vor dem 30. Januar 1933 zudem die Philosophen Felix Krueger, Alfred Baeumler, Erich Rudolf Jaensch und Erich Rothacker. Man neigte parteipolitisch vor allem zu den Deutschnationalen oder zur nationalliberalen DVP, wobei Unterschiede zwischen den Universitätsstandorten zu berücksichtigen sind. Hingegen wandte sich die Studentenschaft zu einem sehr frühen Zeitpunkt und mit außerordentlichem Enthusiasmus dem Nationalsozialismus zu. Schon bei den AStA-Wahlen von 1931 wurde der NSDStB stärkste Kraft. Im Jahr 1931 entschieden sich an den Universitäten 44,6 % aller Studenten für nationalsozialistische Listen. 1932 wuchs der Anteil auf 49,1 %. Die Wahlbeteiligung lag stets zwischen 60 und 80 %.
Anfang der 1930er Jahre befanden sich die Universitäten in einer finanziellen und ideellen Krise: Zwischen 1930 und 1932 wurden die staatlichen Mittel um mehr als ein Drittel gekürzt, zum anderen rief die angebliche Lebensferne des akademischen Betriebs zunehmend Kritik hervor. Des Weiteren hatte sich seit der Jahrhundertwende der Anteil der nicht beamteten Hochschullehrer kontinuierlich erhöht. Im Sommersemester 1932 waren hinsichtlich sämtlicher Fächer von 5.000 Professoren und Privatdozenten nur 45 % verbeamtet.
Die Zahl der habilitierten Philosophie-Hochschullehrer betrug am Tag der Machtübernahme durch die Nationalsozialisten 180 und während des Zeitraumes von 1933 bis 1945 waren es 214. Von den 174 nicht emigrierten Hochschullehrern wurden 45 % Mitglied der NSDAP und 17 % Mitglied der SA, 4 wurden Mitglieder der SS (darunter Hugo Dingler und Hans Lipps).

## Gab es eine NS-spezifische Philosophie?
Unbestritten ist, dass es vor 1933 Philosophen gab, die Nationalsozialisten waren, und dass sich nach der Machtergreifung Philosophen der NSDAP anschlossen und den Nationalsozialismus unterstützten. Strittig ist die Frage, ob es eine genuine NS-Philosophie gab.
Von Georg Lukács’ These der Zerstörung der Vernunft, in der eine Linie vom Spätwerk Schellings über Schopenhauer, Kierkegaard, Nietzsche und die Lebensphilosophie hin zur politischen Wirksamkeit im Faschismus gezogen wird, hat sich die Forschung zur Philosophie im Nationalsozialismus mittlerweile distanziert.
Nach Monika Leske lassen sich drei Grundlinien einer nationalsozialistischen Philosophie benennen:
1. Aktivismus, bzw. Voluntarismus
2. Anspruch der Wirklichkeitsnähe
3. Anspruch der Ganzheitlichkeit

Die NS-Ideologie zeigte ein gespaltenes Verhältnis zu den Geisteswissenschaften. Auf der einen Seite lehnten ihre Vertreter die akademische Philosophie als „artfremd“ ab und stellten ihr eine „erdverbundene“ und „ganzheitliche“ Denkweise gegenüber, die Gedanke und Tat vereinen sollte. Zum anderen wurde versucht, die Philosophie für den nationalsozialistischen Staatsaufbau in die Pflicht zu nehmen.
Vom Sicherheitsdienst des Reichsführers SS wurden in den "SD-Dossiers über Philosophie-Professoren" weltanschauliche Beurteilungen der Hochschullehrer aufgezeichnet, wobei diese in konfessionell gebunden, liberal, indifferent, politisch positiv, explizit nationalsozialistische Philosophen und positive Nachwuchskräfte klassifiziert wurden. Neben 25 als aus SS-Sicht politisch positiv bewerteten Philosophen (darunter Martin Heidegger) wurden 16 weitere besonders hervorgehoben – es galten als explizit nationalsozialistische Philosophie schaffende Hochschullehrer u. a. Ferdinand Weinhandl, Arnold Gehlen, Heinrich-Josef Nelis und Erwin Metzke, als NS-Nachwuchskräfte galten u. a. Bruno Liebrucks und Theodor Ballauff.
Der Philosoph und Logiker Oskar Becker schrieb gar eine „Nordische Metaphysik“ (1938) und erklärte, der Rhythmus in Nietzsches Dionysos-Dithyramben sei identisch mit dem Willen zur Macht und konkret im Sinne der Jugend identisch mit dem Marschrhythmus der SA.
Hinsichtlich der Philosophie der Mathematik war die hauptsächliche NS-Linie die sogenannte Deutsche Mathematik, die im Wesentlichen mit dem von L. E. J. Brouwer begründeten Intuitionismus gleichgesetzt und vor allem von Ludwig Bieberbach und Theodor Vahlen vertreten wurde. Für eine „rein arische“ deutsche Vertretung in Brouwers Mathematik-Journal „Compositio Mathematica“ setzte sich Gustav Doetsch ein. Eine andere Interpretation "Deutscher Mathematik" war die als mathematischer Idealismus bezeichnete Richtung von zum Dinglernahen "Gestaltkreis" gehörenden Mathematiker Max Steck.

## Emigration
Von den Effekten akademischer „Säuberungsaktionen“ war die Philosophie überproportional betroffen. Viele Philosophen, vor allem Linke und Juden, gingen in die Emigration. Durch diesen intellektuellen Aderlass wurde das geistige Spektrum der deutschen Philosophie eingeschränkt, eine Entwicklung, die von der NSDAP begrüßt wurde. Gab es in der Weimarer Republik noch an den Universitäten 56 Philosophie-Professuren, so sank diese Zahl im Dritten Reich auf 36. Die Gesamtzahl der Emigranten betrug 40.

## Unterstützende Philosophen
Die am häufigsten als Philosophen des Nationalsozialismus benannten Denker Alfred Baeumler und Ernst Krieck konnten sich gegen die NS-Ideologie unter der Führung eines Alfred Rosenberg jedoch nicht behaupten. In Rosenbergs Organisation "Kampfbund für deutsche Kultur" (bzw. die NS-Kulturgemeinde) waren bis 1935 Alfred Baeumler (TH Dresden), Otto Friedrich Bollnow (Göttingen), Wilhelm Grebe (Frankfurt/Main), Eugen Herrigel (Erlangen), Erich Jaensch (Marburg), Eugen Kühnemann (Breslau), Richard Oehler (Frankfurt/Main), Hans Rupp (1880–1954, Berlin) und Ferdinand Weinhandl (Kiel) eingetreten. Die erste philosophische Arbeitstagung des Amtes Rosenberg fand im März 1939 auf Schloss Buderose statt, um Nachwuchs-Philosophie in Rosenbergs Sinn zu sondieren. Außerdem hervorzuheben ist Hans Heyse. Heyse wurde im Herbst 1933 Rektor in Königsberg und im Sommer 1935 Herausgeber der Kant-Studien. Gegen den Willen der dortigen Philosophischen Fakultät wurde er nach Göttingen berufen (nach der Vertreibung des angesehenen Ordinarius, des Dilthey-Schülers Georg Misch) und schuf eine Akademie der Wissenschaften des NS-Dozentenbundes. 1937 war Heyse Leiter der deutschen Delegation beim 7. Internationalen Philosophie-Kongress in Paris.
Zu den völkischen Philosophen der NS-Zeit (und der Weimarer Republik) zählen insbesondere die im Fach durchaus anerkannten Philosophen Max Wundt und Bruno Bauch, auch das langjährige Parteimitglied Hermann Schwarz. Einige berühmte Philosophen standen dem Nationalsozialismus nur in der Anfangsphase positiv gegenüber, so z. B. Martin Heidegger, Erich Rothacker und Arnold Gehlen. Gehlen arbeitete in den Sommermonaten 1933 und 1934 an einer Schrift über Die Philosophie des Nationalsozialismus, die allerdings nicht erschien. In Der Idealismus und die Gegenwart (1935) stellte sich Gehlen die Aufgabe einer „nationalsozialistischen Philosophie und Wissenschaftslehre“ (S. 354). Mit der Unterzeichnung des Wahlaufrufs für Hitler im Völkischen Beobachter vom 29. Juli 1932 leisteten die Philosophen Erich Rothacker, Carl August Emge, Erich Rudolf Jaensch und Ernst Krieck dem Nationalsozialismus schon vor der Machtergreifung Unterstützung.

## Der Fall Martin Heidegger
Der prominenteste deutsche Philosoph, der zum Anhänger des Nationalsozialismus wurde, war Martin Heidegger. Heidegger war von 1933 bis 1945 Mitglied der NSDAP.
Heideggers Zustimmung zu Adolf Hitlers „Nationaler Revolution“ äußerte er öffentlich rund zwei Jahre: von 1932 bis etwa 1934. Im Jahr 1933 trat er als Rektor der Universität Freiburg bei NS-Veranstaltungen auf, trug ein NS-Parteiabzeichen, verherrlichte Hitler und verkündete im November den deutschen Studenten „die völlige Umwälzung unseres deutschen Daseins“. Anfang 1934 trat er von seinem Amt als Rektor zurück. In einer Randnotiz zu seinem Vortrag „Die Zeit des Weltbildes“ von 1938, welche nicht vorgetragen wurde, polemisierte Heidegger gegen „mühseligen Anfertigungen so widersinniger Erzeugnisse, wie es die nationalsozialistischen Philosophien sind.“ Gemäß Otto Pöggeler war es Friedrich Nietzsches Idee der „großen Politik“, die Heidegger zum Nationalsozialismus hinführte, ehe Nietzsche dann das Medium wurde, mittels dessen Heidegger Kritik am Nationalsozialismus übte. Eine Position, die nach Bekanntwerden der nationalsozialistisch geprägten Schwarzen Hefte 2014 vielfach in Zweifel gezogen wurde.
Nach Dieter Thomä bietet die NS-Ideologie kein geschlossenes, in sich zusammenhängendes Bild ab, sondern hat einen eklektizistischen Charakter. Sie ist ein „Syndrom“ und kein „System“. Das spiegele sich teilweise an internen Positions- und Machtkämpfen, an denen Heidegger mitwirkte. Sich daraus ergebenen Differenzen folgen eher machtpolitischen als theoretisch-systematischen Fragen, daher sei „eine Festschreibung des Nationalsozialismus, an dem sich etwa Heideggers Texte wie bei einem Lackmus-Test prüfen lassen könnten“, so Thomä, eine fast absurde Unternehmung. Thomä kommt zu dem Schluss, dass Heidegger, vom Innersten seines philosophischen Werkes herkommend, ins NS-Syndrom passte.
Laut Sidonie Kellerer und anderen Autoren ist seit 2014 deutlich geworden, dass Heideggers Eintreten für die Ideen des Nationalsozialismus keineswegs nur vorübergehend war: die Schwarzen Hefte – nicht veröffentlichte Niederschriften aus der Zeit des Nationalsozialismus – zeigen wie sehr Heidegger, der 1939 von der "frühere[n] Täuschung über das Wesen des Nationalsozialismus" und der "Notwendigkeit seiner Bejahung" schrieb, antisemitisch und nationalsozialistisch dachte. Kellerer zeigt 2013 in ihrer Dissertation, wie Heidegger nach 1945 die Einsicht in seinen Irrtum zeitlich vorverlegte und so seine späteren Interpreten täuschte. Arpad Sölter (2017) erklärt Heideggers Engagement für den Nationalsozialismus aus dessen Kulturkritik und Entfremdungsdenken, welches die bereits in seinem Hauptwerk "Sein und Zeit" (1927) angelegte Kritik an der conditio moderna zu einer Theorie des gegenwärtigen Zeitalters verlängert und für gravierende Fehlwahrnehmungen im Bereich des Politischen verantwortlich zeichnet. Heidegger habe sich vielmehr zum „philosophischen Berater des Führerstaats [stilisiert], den er in einer Art Selbstüberhebung intellektuell gestalten und womöglich zähmen zu können glaubte“.

## Nach 1945
Ernst Krieck starb 1947 in einem Internierungslager, Baeumler und Heyse kehrten nie wieder auf eine akademische Stelle zurück. Rothacker wirkte nach der „Entnazifizierung“ noch längere Zeit an der Bonner Universität. Bei ihm wurden Jürgen Habermas und Karl-Otto Apel promoviert.

### Primärliteratur
- Otto Dietrich: Die philosophischen Grundlagen des Nationalsozialismus. Ein Ruf zu den Waffen deutschen Geistes. Dresden 1935.
- Hermann Schwarz: Nationalsozialistische Weltanschauung. Freie Beiträge zur Philosophie des Nationalsozialismus aus den Jahren 1919–1923. Berlin 1933.
- Hermann Schwarz: Zur philosophischen Grundlegung des Nationalsozialismus. Berlin 1936.
- Hermann Schwarz: Grundzüge einer Geschichte der artdeutschen Philosophie. Junker u. Dunnhaupt, Berlin 1937.

### Sekundärliteratur
- W. Bialas, M. Gangl (Hrsg.): Intellektuelle im Nationalsozialismus. Frankfurt am Main 2000.
- Volker Böhnigk: Kant und der Nationalsozialismus. Einige programmatische Bemerkungen über nationalsozialistische Philosophie. Bonn 2000.
- Volker Böhnigk: Kulturanthropologie als Rassenlehre. Nationalsozialistische Kulturphilosophie aus der Sicht des Philosophen Erich Rothacker. Würzburg 2002.
- Emmanuel Faye: Heidegger, die Einführung des Nationalsozialismus in die Philosophie. Berlin 2009.
- Emmanuel Faye: Heidegger, le sol, la communauté, la race. Paris 2014.
- Marion Heinz, Goran Gretic (Hrsg.): Philosophie und Zeitgeist im Nationalsozialismus. Zur Sache des Denkens. Würzburg 2006.
- Manfred Hantke: Geistesdämmerung. Das philosophische Seminar an der Eberhard-Karls-Universität Tübingen 1918–1945. Dissertation, Tübingen 2015
- Ilse Korotin: „Die besten Geister der Nation“. Philosophie und Nationalsozialismus. Wien 1994.
- Monika Leske: Philosophen im "Dritten Reich". Studie zu Hochschul- und Philosophiebetrieb im faschistischen Deutschland. Berlin 1990.
- Thomas Laugstien: Philosophieverhältnisse im deutschen Faschismus. Hamburg 1990.
- Georg Lukács: Die Zerstörung der Vernunft.
- Hans J. Sandkühler (Hrsg.): Philosophie im Nationalsozialismus. Meiner-Verlag, 2009.
- Claudia Schorcht: Philosophie an den bayerischen Universitäten 1933–1945.
- Imke Schröder: Zur Legitimationsfunktion der Rechtsphilosophie im Nationalsozialismus.
- Arpad Sölter: Mirrors of Evil. Cultural Criticism, critique of modernity, and Anti-Semitism in Heidegger’s Thought. In: Daniel Pedersen (Hrsg.): Cosmopolitism, Heidegger, Wagener – Jewish Reflections. Stockholm: Judisk kultur i Sverige / Jewish Culture in Sweden 2017, S. 125–142.
- Christian Tilitzki: Die deutsche Universitätsphilosophie: In der Weimarer Republik und im Dritten Reich. 2 Bände. 2001.

Aufsätze
- Gösta Gantner: Das Ende der "Deutschen Philosophie". Zäsuren und Spuren eines Neubeginns bei Karl Jaspers, Martin Heidegger und Theodor W. Adorno. In: Hans von Braun, Uta Gerhardt, Everhard Holtmann (Hrsg.): Die lange Stunde Null. Gelenkter sozialer Wandel in Westdeutschland nach 1945. Nomos, Baden-Baden 2007, S. 175–202.
- Alan Kim: An Antique Echo: Plato and the Nazis. In: Helen Roche und Kyriakos N. Demetriou (Hrsg.): Brill's Comapnion to the Classics, Fascist Italy and Nazi Germany. Leiden: Brill, 2018, S. 205–237.
- Hans-Joachim Dahms: Philosophie. In: Frank-Rutger Hausmann (Hrsg.): Die Rolle der Geisteswissenschaften im Dritten Reich 1933–1945. München 2002, S. 193–228.
- Ernst Nolte: Philosophie und Nationalsozialismus. In: A. Gethmann-Siegert, O. Pöggeler (Hrsg.): Heidegger und die praktische Philosophie. Frankfurt am Main 1988.
- Gereon Wolters: Der "Führer" und seine Denker. Zur Philosophie des "Dritten Reichs". In: Deutsche Zeitschrift für Philosophie. Band 47, 1999, S. 223–251.